# 千葉県立多古高等学校
千葉県立多古高等学校（ちばけんりつ たここうとうがっこう）は、千葉県香取郡多古町多古にある公立高等学校。

## 設置学科
- 普通科
- 園芸科

## 概要
1907年に創立された多古町立多古農学校が前身の公立高校。創立後、1923年の県立移管などを経て、戦後は千葉県立多古高等学校と改称後、一時は5学科を設置していたが、現在は普通科（学年2学級）と生産流通科（学年1学級）の2学科体制、全校生徒約350名の規模である。 2012年からコミュニティ・スクールに指定され、地域密着型の学校を目指している。

## 沿革

### 略歴
1902年、多古町が日本全国で2番目に耕地整理を完了させた事を記念して、同町に農商務大臣から賞金が与えられた。賞金の使い道が検討される中で、農学校を設置すべきとの機運が盛り上がったが、1904年、日露戦争が起こった事により、この計画は一旦中止を余儀なくされた。1907年1月24日、多古町長と妙薬寺 住職らとの会食の席で、妙薬寺住職が寺の建物を農学校の校舎として提供する事を申し出、設置が具体化しはじめた。同年4月12日に開校が許可され、仮校舎となった妙薬寺において6月3日に始業式が行われている。多古農学校は乙種農学校として設置され、創立当初の生徒定員は120名。設置に要した予算は514円であり、その大半は先述の賞金によってまかなわれた。
職員は校長以下4名、生徒は千葉県下全域から集まった43名という陣容でのスタートであったが、校舎といっても寺の庫裏を簡単に区切っただけのもので、前庭の隅に鉄棒が1組、運動場は1反部のテニスコート1面のみ、そして校庭には墓石が広がっている荒れた寺子屋の風情であり、教育環境の貧弱ぶりは覆うべくもなかった。失望した生徒の退学が相次ぎ、卒業までの間に生徒は12名にまで減った。2年目以降も生徒募集は思うに任せず、やっと入学した生徒の退学にも歯止めがかからない状況が続き、町議会でも学校の存廃をめぐって毎年のように紛糾する中、町立での運営には限界があるとして郡立移管を求める声があがるようになったが、なかなか実現を見ることはなかった。
1917年10月14日、現校地に新校舎が完成。1919年にはようやく郡立移管が実現して校名が「香取郡立多古農学校」に改称された。その後1923年に郡制の廃止に伴い県に移管され「千葉県立多古農学校」となり、翌1924年には4年制に変更。1927年、甲種農学校に昇格して5年制とされた。1933年、生徒定員に比べ手狭で各所に分散していた実習地の集約・拡張を目的に学校の東1キロの場所にある駒木台の開墾に着手。生徒は「正気」・「熱血」・「竜虎」の3団に分かれて開墾にあたり、1936年に完成した。1937年に創立30周年を祝い、奉安殿の設置などの記念事業が行われた。
戦時色が強まるにつれ、多古農学校でも勤労奉仕がはじまり、鶴舞農場の開墾や三里塚御料牧場での勤労奉仕、出征遺家族への訪問が行われるようになった。太平洋戦争がはじまった翌年の1942年には国民学校高等科卒業者を対象に3年間の教育を行う課程を新設し、2種と称した。これに伴い国民学校初等科卒業者を対象とした従来から存在する5年制の課程が1種と呼ばれるようになったが、1944年には2種の募集が停止され、その代わりとして1種の定員が1学級増やされている。この年には多古町立家政女学校を県立に移管する形で農学校女子部が発足。また2種生49名が周准農（現・千葉県立上総高等学校）の生徒とともに渡満勤労報国隊を結成して満州に渡り、3ヶ月の間開拓にあたった。戦局の悪化とともに満州に渡る事が難しくなると、北海道での勤労奉仕が行われるようになり終戦に至るまで現地にとどまっている。
1948年、学制改革に伴い「千葉県立多古実業高等学校」に改称、旧男子部は農業科、旧女子部は被服科（この年の年度末に家庭科に改称）とされ、2課程でのスタートとなったが、農業科は旧多古農学校の本校舎、被服科は女子部校舎に分かれている状況に変わりはなかった。この年の7月には農閑期のみ授業を行う、昼間定時制被服科が併設されている。1949年、総合高校の理念に基づき普通科が設置され、第2校舎（旧女子部校舎）で授業がはじまった。普通科の設置に伴い校名は「千葉県立多古高等学校」に改称されている。1950年、全日制・定時制の家庭科が募集停止となり、全日制課程は普通科1学級増、定時制も普通科1学級に転換された。全日制課程の学級増分は第1校舎（旧男子部校舎）で授業が行われるようになり、学級増による校舎の手狭が問題となった。1951年6月3日、旧校舎玄関脇に第1棟本館が完成し、普通科・農業科ともに本校舎に収容可能となった。これ以降も1955年を目標に校舎の増築が続き、諸施設は面目を一新していく。また、第1棟本館が完成した年には中村と遠山村に多古高校の分校が設置されている。
1956年、昼間定時制の不人気などの背景から定時制普通科の募集が停止された。同時に遠山分校の募集も停止されている。1957年、町立農学校時代に建てられた第2棟が解体され、新校舎の建築がはじまった。この頃多古高校第2校舎の敷地を多古町に譲って、多古町役場とする話がまとまり、この年の5月31日に第2校舎を引き払い、本校舎への引越し作業が行われている。これによって長く続いた校舎の分散状況が解消された。第2棟新校舎の竣工式が行われたのは9月5日の事である。1961年、中分校が統合され、分校で行われていた定時制短期家庭科の授業も多古高校本校で行われるようになったが、2年制の短期家庭科では高卒の学歴が得られない事から、1963年、短期家庭科は募集停止となり、代わって全日制家政科が再設置された。翌1964年には農業科2学級のうち1学級が園芸科に転換、1970年に商業家庭科（1学級）が増設され、多古高校は普通科・農業科・園芸科・家政科・商業家庭科の5学科を擁する総合高校となった。
生徒の増加により、グラウンドの手狭が課題となる中、校地北側に隣接する畑を購入する計画が持ちあがり、約1町歩強の土地を購入し、第2グラウンド造成が行われ、1967年に完成。その後1970年には第3グラウンドも完成している。
香取郡内の高校5校の内、鉄筋コンクリートの校舎を持たないのは多古高校のみという背景から、校舎鉄筋コンクリート化の運動が続いていたが、これが実り、1969年に管理棟の工事が始まり1971年5月15日に竣工式が行われている。その後も工事は続き、1974年の特別教室棟の竣工を持って全体の完成を見た。
1991年に家政科、1994年に商業家庭科の生徒募集が停止された。一方、農業系の学科においても、農業の各種技術革新、専業農家の減少、近隣に立地する成田空港の発展による生徒の進路指向の変化などが背景となり、1994年、農業科・園芸科が再編されて、生産流通科（2学級、2年次以降は生産コースと流通コースに分かれる）となった。

### 年表
- 1907年 - 多古町立多古農学校として創立
- 1917年 - 現在の校地に移転
- 1919年 - 郡移管により、香取郡立多古農学校と改称
- 1923年 - 県移管により、千葉県立多古農学校と改称
- 1944年 - 多古町立多古家政女学校（1933年設立）[37]が県に移管され女子部発足
- 1948年 - 千葉県立多古実業高等学校と改称、定時制被服科設置
- 1949年 - 普通科(1学級)設置、現校名に改称
- 1950年 - 全日制・定時制家庭科（被服科）募集停止、定員分を普通科に転換
- 1951年 - 第1棟本館完成、中分校（定時制短期家庭科）・遠山分校（定時制農業科）設置
- 1956年 - 定時制普通科募集停止、遠山分校廃止
- 1961年 - 中分校を統合
- 1963年 - 定時制短期家庭科募集停止、全日制家政科に転換
- 1964年 - 園芸科設置
- 1970年 - 商業家庭科設置
- 1974年 - 現校舎完全竣工
- 1991年 - 家政科募集停止
- 1994年 - 農業科・園芸科が生産流通科に再編、商業家庭科募集停止
- 2007年 - 創立100周年
- 2012年 - 千葉県初のコミュニティ・スクール指定を受ける[38]。

## 校歌
「人の務も多けれど」の歌い出しではじまる旧制多古農学校の校歌は1924年に制定されたものであるが、制定時の記録が残っておらず、作詞・作曲者が不明の状況が長い間続いていた。1970年になって制定当時の多古農学校教師のひとりが、小学校勤務時代の教え子で後に作曲家となった山本芳樹に作曲を依頼し、山本が実兄の栄樹（さかき）の詞に曲をつけたものである事が判明した。1983年、校内に旧制多古農学校の校歌碑が完成している。新制高校移行後、農学校の校歌が総合高校となった状況にそぐわないとして改正の声があがり、多古高校教諭だった林伝兵衛作詞、匝瑳高校教諭で多古高校音楽担当講師も兼任していた金田春雄作曲の現校歌が制定され、1952年10月18日に新校歌発表会が行われた。

## 校章・校旗

### 校章
多古農学校時代の校章は、農業の象徴として底にリボンをあしらった稲穂のリースで周囲を囲み、中央に繭玉を配し、繭玉の部分に「農」の文字を浮き上がらせたものだった。1949年の普通科設置後、中央の繭玉がなくなり、「農」の文字を梯子高の「髙」に置き換えた現行の校章に変わった。

### 校旗
1921年2月11日の紀元節に多古農学校の校旗樹立式が行なわれた。農学校時代の校旗は紫地の中央に校章を配し、旗の周りは金モールで縁取られていた。戦後の校章改正後、校章の繭玉の部分を絵の具で塗りつぶし、金糸の「農」の文字を「高」に入れ替えた状態の校旗を用いていた。現行の校旗に改められたのは1955年の事である。

## 分校
1951年、中村と遠山村に多古高校の分校が設置された。中分校は多古高校本校における定時制家庭科の廃止を受ける形で、2年制の定時制短期家庭科（1学級）として発足。 県立高校の分校ではあるが、分校そのものの設置者は千葉県ではなく中村（町村合併により1954年からは多古町）で 、 中村小学校・中学校の校地に同居していた。設置当初は生徒数も少なかったが、増加を見せ、産業教育振興法・定時制通信制教育振興法による補助金によって施設も充実を見せるようになった。1961年、 分校の設置者である多古町と多古高校の協議の結果、中分校は多古高校本校と合併し、分校の施設は多古高校本校に移転された。
中分校と同じ年に発足した遠山分校は、定時制農業科（1学級）が設置され、多古高校本校から16キロ離れた遠山中学校の教室で授業が行われていた。教諭は多古高校本校との兼任で、分校までバスで通ったが、道路事情が悪く、冬になるとしばしば徒歩で分校に赴く事を余儀なくされていた。中分校同様に設置者は遠山村（合併により1954年から成田市）で運営や生徒募集において厳しい状況が続いた。設置から4年後に2教室の校舎が完成したが、全校生徒が42名にまで減少しており、2度の卒業生33名を出したのみで1956年に廃止された。廃止時に在籍していた生徒は多古高校本校や近隣の高校に編入している。

## 統計情報
在校生の居住地・出身中学校
2017年度の在校生（345名）の居住地を自治体別に分類すると以下の通りである。
- 多古町：113名
- 香取市：67名
- 匝瑳市：57名
- 成田市：49名
- 芝山町：16名
- 旭市：13名
- 富里市：8名
- 横芝光町・山武市・八街市：各6名
- 神崎町・東庄町・四街道市・稲敷市：各1名

主な出身中学校別の在籍数では、多古中学校が112名と最多で、次いで匝瑳市立八日市場第二中学校の39名、成田市立大栄中学校の34名、香取市立佐原中学校の21名、香取市立栗源中学校と山田中学校、芝山町立芝山中学校の各校が16名、匝瑳市立野栄中学校、香取市立佐原第三中学校の両校が11名、成田市立遠山中学校が9名となっている。

## アクセス
- JR総武本線八日市場駅からJRバス関東成田駅行きで多古仲町バス停下車
- JR成田駅からJRバス関東八日市場駅行きで多古新町バス停下車
- JR佐原駅からJRバス関東多古行きで多古仲町バス停下車
- 成田空港駅から千葉交通バス山倉行きで多古新町バス停下車

## 著名な出身者
- 相川勝重[44] - 芝山町長
- 秋葉四郎 - 歌人
- 小川豊明[45] - 日本社会党衆議院議員
- 越川昌和[46] - 独立リーグのプロ野球選手
- 林忠義 - 馬術競技選手、オリンピック日本代表[47]
- 宮内春輝[48] - プロ野球選手（北海道日本ハムファイターズ）